# Shock site
Um shock site (tradução: sítio chocante (português europeu) ou site chocante (português brasileiro)) é um site com a intenção de ser ofensivo ou perturbador para seus visualizadores, embora também possa conter elementos de humor ou evocar excitação sexual. Sites orientados para chocar geralmente contêm material como pornográfico, coprológico, racista, sexista, graficamente violento, insultuoso, vulgar, profano ou de outra natureza provocativa. Sites que são principalmente fixados em morte real e violência gráfica são particularmente referidos como gore sites. Alguns sites de choque exibem uma única imagem, animação, videoclipe ou pequena galeria e são divulgados por e-mail ou disfarçados em postagens em sites de discussão como uma brincadeira ou pegadinha. Steven Jones distingue esses sites daqueles que coletam galerias onde os usuários buscam conteúdo chocante, como o Rotten.com. Sites de galerias podem conter decapitações, execução, eletrocussão, suicídio, assassinato, apedrejamento, mortes em fogueiras, brutalidade policial, enforcamentos, terrorismo, violência de cartéis de drogas, afogamento, acidentes de trânsito, vítimas de guerra, estupro, necrofilia, mutilação genital e outros crimes sexuais.
Alguns sites de choque também ganharam suas próprias subculturas e se tornaram memes da internet por conta própria. Goatse.cx apresentava uma página dedicada a fan arts enviadas por fãs e homenagens ao hello.jpg do site, e uma paródia da imagem foi involuntariamente mostrada por um noticiário da BBC como uma alternativa para o então recém-revelado logotipo para os Jogos Olímpicos de Verão de 2012. Um vídeo chocante de 2007 conhecido como 2 Girls 1 Cup também rapidamente se tornou um fenômeno da Internet, com vídeos de reações, homenagens e paródias amplamente postados em sites de compartilhamento de vídeos como o YouTube.

## Exemplos

### Goatse.cx
Foi um dos primeiros e mais conhecidos shock sites. Era um site cuja página principal apresentava a imagem de um homem nu esticando seu ânus com as duas mãos. O site foi fechado em 2004; no entanto, ainda existem vários mirrors do site com a imagem.

### Meatspin
Meatspin é um site contendo um vídeo em loop (definido para tocar "You Spin Me Round (Like a Record) de Dead or Alive") de duas pessoas praticando sexo anal, enquanto o pênis do parceiro receptor gira sem parar. Embora frequentemente relatado como pornografia gay, foi mencionado que o clipe foi derivado de um filme de pornografia transgênero. Um contador registra quantos "giros" o espectador assistiu. O site foi lançado pela primeira vez em 10 de março de 2005. A partir de 2017, o domínio agora é meatspin.cc.

### 2 Girls 1 Cup
Filme pornográfico brasileiro em que há interação erótica de duas atrizes pornográficas defecando em um copo e consumindo o excremento, além de também vomitarem uma na outra.